# Mesocapromys sanfelipensis
Mesocapromys sanfelipensis је врста глодара из породице хутија (лат. Capromyidae).

## Распрострањење и станиште
Куба је једино природно станиште врсте Mesocapromys sanfelipensis.

## Угроженост
Ова врста је крајње угрожена и у великој опасности од изумирања, а могуће је и да је већ изумрла.

### Популациони тренд
Популациони тренд је за ову врсту непознат.